# Befehl Nr. 270
Der Befehl des Volkskommissars für Verteidigung der UdSSR vom 16. August 1941 № 270 („Feiglinge und Deserteure müssen vernichtet werden.“, russisch Об ответственности военнослужащих за сдачу в плен и оставление врагу оружия.) war ein Haltebefehl, der die Kapitulation von Offizieren im deutsch-sowjetischen Krieg mit der Todesstrafe belegte. Der Befehl wurde vom Befehl Nr. 227 konsolidiert.
Dem Befehl gemäß waren der Rückzug und die Aufgabe mit nachfolgender Gefangenschaft bei Offizieren mit sofortiger Erschießung und Verhaftung ihrer Familien bedroht. Überlebende von Einheiten der Roten Armee, die sich in Gefangenschaft begaben, wurden oftmals nach Kriegsende deportiert und nicht selten ermordet. Ihren Familienangehörigen wurde die Streichung aller staatlichen Hilfsgelder angedroht. In der sowjetischen und russischen Geschichtsschreibung zum „Großen Vaterländischen Krieg“ wird dieser Befehl oft nicht erwähnt.

„Die Kommandeure und Politkader, die … sich dem Feind gefangen geben, sind als böswillige Deserteure anzusehen, deren Familien als Familien von eidbrüchigen und landesverräterischen Deserteuren zu verhaften sind.“

Als Anfang Juli 1941 Stalins Sohn Jakow Iossifowitsch Dschugaschwili in deutsche Gefangenschaft geriet, wurde dessen Frau für zwei Jahre in ein Arbeitslager gebracht. Einen Austausch von Jakow gegen einen deutschen Offizier lehnte Stalin ab.
Am 28. Juli 1942 folgte der Haltebefehl 227 zur Erschießung von Panikmachern und Feiglingen sowie der Einführung von Sperrverbänden und Strafeinheiten.